# Shawn James
Shawn James (ur. 23 września 1986 w Chicago) – amerykański muzyk, gitarzysta i wokalista.
W młodości uczęszczał na lekcje śpiewu, a także śpiewał w chórze kościoła pentekostalnego. Jako profesjonalista zaczynał karierę inżyniera dźwięku studyjnego. W 2012, wraz z żoną, przeniósł się z Nashville do Fayettville (Arkansas). Również w 2012 wydał pierwsza płytę zatytułowaną Shadows, a w 2013 założył grupę Shawn James and The Shapeshifters. Był założycielem własnej wytwórni płytowej Shawn James Music. Do 2019 nagrał pięć albumów solowych i pięć z zespołem. Jego utwór Through the Valley z płyty Shadows zapowiadał premierę gry The Last of Us Part II (PlayStation 4).
Gra przede wszystkim muzykę bluesową, ale również soul, gospel i folk.
Polskę odwiedził trzy razy.

## Dyskografia
Albumy solowe:
- Shadows (2012)
- Deliverance (2014)
- On the Shoulders of Giants (2016)
- Live at the Heartbreak House (2018)
- The Dark & The Light (2019)

Wraz z The Shapeshifters:
- The Wolf (2013)
- The Bear (2013)
- The Hawk (2014)
- The Covers (2014)
- The Gospel According To Shawn James & The Shapeshifters (2017)